# Клен гостролистий (форма кулеподібна) (Кам'янець-Подільський)
Клен гостроли́стий (фо́рма кулеподібна) — ботанічна пам'ятка природи місцевого значення в Україні. Розташована в межах міста Кам'янець-Подільський, вул. Огієнка (при будинку № 7 вул. Соборної). 
Площа 0,03 га. Статус надано згідно з рішенням облвиконкому від 21.11.1984 року № 242. Перебуває у віданні: Відділення зв'язку. 
Статус надано з метою збереження 3 декоративних дерев клена гостролистого форми кулястої. Вік дерев 15 років, висота 4 м, діаметр 10 см.